# الجمال والإيقاع (أغنية جاستن بيبر)
«بيوتي أند أ بيت» (بالإنجليزية: Beauty and a Beat)‏ هي أغنية من قبل فنان التسجيل الكندى جاستن بيبر، من ألبوم الاستوديو، بيليف (2012). تتضمن الأغنية مغنية الراب الأمريكية نيكي ميناج. الأغنية من كتابة سافان كوتيكا، ماكس مارتن، وزيد (دي جيه). أصبحت الأغنية ثالث أغانى جاستن المنفردة الرسمية من الألبوم. إنها الأغنية الوحيدة من ألبوم الاستديو بيليف التي لم يشارك بيبر في كتابتها.

## التركيب والكلمات
«بيوتي أند أ بيت» هي أغنية أبتمبو إى دى أم وإلكتروبوب. أغنية تدوم 3 دقائق و 48 ثانية، مع تطور وتر من F – Dm7-Am-Gsus، يتم كتابة الأغنية في مفتاح لا صغير. الأغنية تتحرك في سرعة إيقاع تصل إلى 128 نبضة في الدقيقة.

## تاريخ الإصدار
| المنطقة          | التاريخ         | الشكل          | الإصدار               |
| ---------------- | --------------- | -------------- | --------------------- |
| المملكة المتحدة  | 24 أكتوبر, 2012 | راديو مينستريم | أصلي                  |
| إيطاليا          | 26 أكتوبر, 2012 | راديو مينستريم | أصلي                  |
| الولايات المتحدة | 13 نوفمبر, 2012 | راديو مينستريم | أصلي                  |
| العالم           | 11 ديسمبر, 2012 | تحميل رقمى     | ريمكسات أسطوانة مطولة |